# Puerto de Ánimas, Querétaro Arteaga
Puerto de Ánimas är en ort i Mexiko.   Den ligger i kommunen Jalpan de Serra och delstaten Querétaro Arteaga, i den centrala delen av landet, 200 km norr om huvudstaden Mexico City. Puerto de Ánimas ligger 1 173 meter över havet och antalet invånare är 251.
Terrängen runt Puerto de Ánimas är huvudsakligen kuperad, men norrut är den bergig. Runt Puerto de Ánimas är det ganska glesbefolkat, med 23 invånare per kvadratkilometer. Närmaste större samhälle är Jalpan, 3,5 km nordost om Puerto de Ánimas. I omgivningarna runt Puerto de Ánimas växer huvudsakligen savannskog.